# 皮雅利帕夏
皮雅利帕夏（土耳其語：Piyale Paşa，約1515年－1578年），是一名匈牙利人出身的鄂圖曼帝國的官員和將領。他於1553 年至1567 年間擔任鄂圖曼帝國海軍的卡普丹帕夏。1568年後晉升為維齊爾。